# Aflibercept

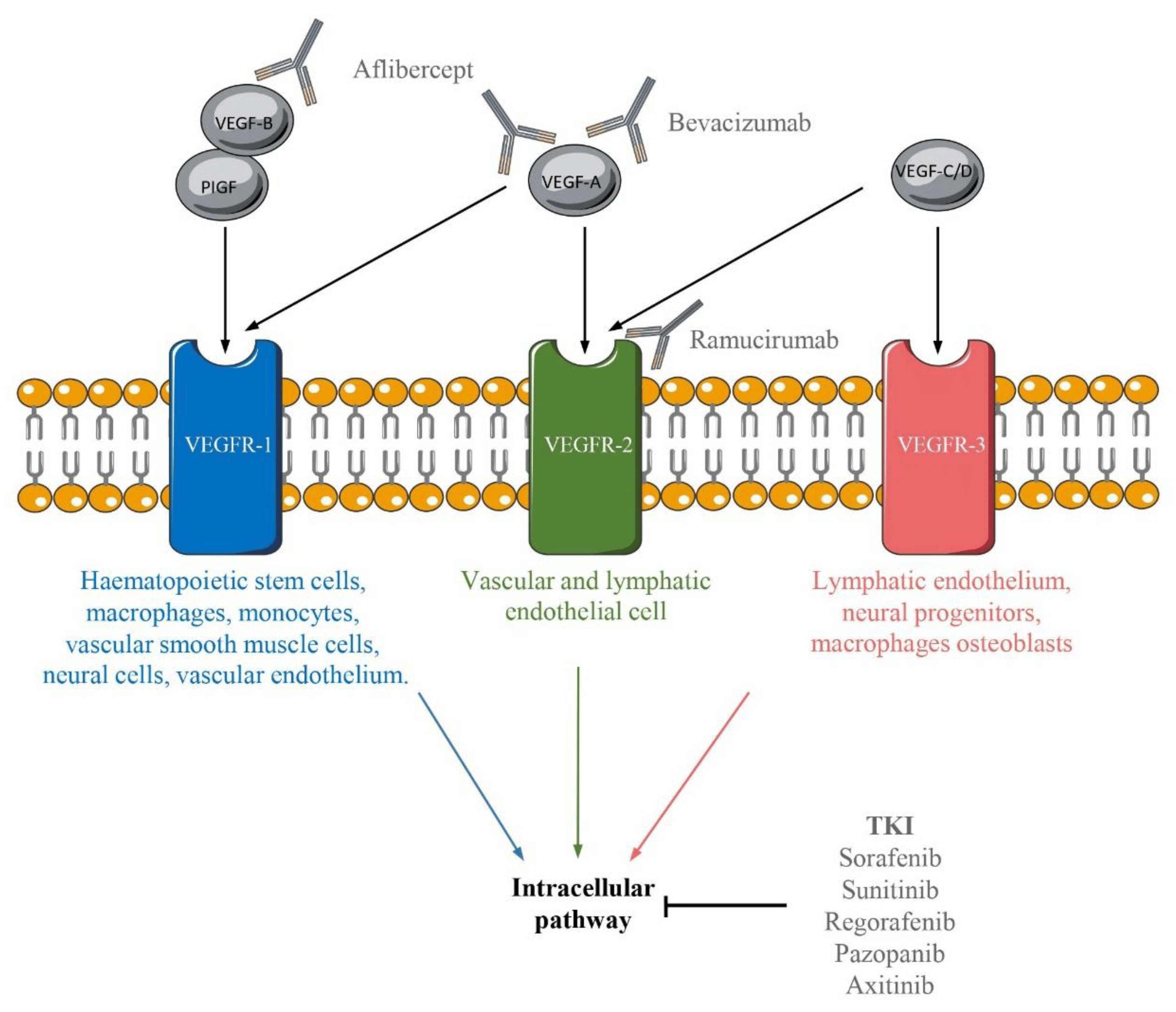
Représentation des différentes liaisons entre le VEGF/VEGFR et les molécules qui inhibent leurs voies de signalisation.

L'aflibercept, commercialisé sous les noms de Zaltrap et Eylea, est un inhibiteur du facteur de croissance de l’endothélium vasculaire (VEGF). Il est utilisé pour traiter la dégénérescence maculaire humide et le cancer colorectal métastatique.

## Mode d'action
Dans la dégénérescence maculaire humide, des vaisseaux sanguins anormaux se développent dans la couche des choriocapillaires de la choroïde, entraînant une fuite de sang et de protéines sous la macula. L'aflibercept se lie aux facteurs de croissance de l’endothélium vasculaire circulants et piège ces VEGF, inhibant la croissance de nouveaux vaisseaux sanguins dans les choriocapillaires et donc de la tumeur.